# Orthodera novaezealandiae
Orthodera novaezealandiae — вид богомолів. Ендемік Нової Зеландії, єдиний вид богомолів архіпелагу до занесення людиною Miomantis caffra.

## Опис
Богомол середнього розміру. Тіло завдовжки 3,5-4 см. Забарвлення зелене. Самиця більша від самця. Полює на комах, серед яких багато сільськогосподарських шкідників.